# Fernberg

Fernberg – herb szlachecki.

## Opis herbu
Na tarczy ściętej w polu górnym złotym - orzeł dwugłowy czarny; w dolnym, błękitnym - na zielonej murawie, w skale otwór, czarny obramowany złote.
Klejnot: dwa skrzydła czarne.
Labry: błękitne, podbite z prawej strony złotem, z lewej srebrem.

## Najwcześniejsze wzmianki
Nadany w 1786.